# Cursed: Átkozott
A Cursed: Átkozott (eredeti cím: Cursed) 2020-től vetített amerikai akció–fantasy–dráma sorozat, amelyet Frank Miller és Tom Wheeler alkotott, a Cursed című regényük alapján.
A sorozat producere Frank Miller és Tom Wheeler. A zeneszerzője Jeff Russo. A főszerepekben Katherine Langford, Devon Terrell, Gustaf Skarsgård, Daniel Sharman és Sebastian Armesto láthatók. A sorozat az Arcanum és a Frank Miller Ink megbízásából készült, forgalmazója a Netflix.
Amerikában és Magyarországon is 2020. július 17-én vált elérhetővé a Netflixen.

## Cselekmény
Nimue, természetfeletti erővel rendelkező fiatal tündérlány, akinek küldetésévé válik, megmenteni a tündéreket és más lényeket. Édesanyja a főpapnő halálakor feladata az lesz, hogy eljuttassa a győzelemhez elengedhetetlen ősi kardot Merlinhez, a varázslóhoz, aki Uther király szolgálatában áll, elárulva ezzel saját népét. Útközben váratlan partnert talál Arthurban, a fiatal zsoldosban, aki segítségére lesz a hosszú utazásban. Nimue a bátorság a boszorkányság és a lázadás szimbólumává válik a félelmetes Vörös Paladinokkal szemben, akik Isten nevében tisztítják meg a királyságot a boszorkányoktól és eretnekektől.

## Szereplők

### Főszereplők
| Színész               | Szereplő                  | Magyar hang       |
| --------------------- | ------------------------- | ----------------- |
| Katherine Langford    | Nimue                     | Nagy Katica       |
| Devon Terrell         | Artúr                     | Ember Márk        |
| Gustaf Skarsgård      | Merlin                    | Fekete Ernő Tibor |
| Daniel Sharman        | Könnyező pap / Lancelot   | Dévai Balázs      |
| Sebastian Armesto     | Uther Pendragon           | Csőre Gábor       |
| Lily Newmark          | Pym                       | Tamási Nikolett   |
| Shalom Brune-Franklin | Igraine / Morgana         | Kis-Kovács Luca   |
| Peter Mullan          | Carden atya               | Kőszegi Ákos      |
| Bella Dayne           | Piros lándzsa / Guinevere | Nemes Takách Kata |
| Matt Stokoe           | Zöld lovag / Gawain       | Papp Dániel       |

### Mellékszereplők
| Színész                     | Szereplő         | Magyar hang         |
| --------------------------- | ---------------- | ------------------- |
| Billy Jenkins               | Mókus / Percival | Maszlag Bálint      |
| Catherine Walker            | Lenore           | Majsai-Nyilas Tünde |
| Emily Coates                | Iris nővér       | Ruszkai Szonja      |
| Polly Walker                | Lady Lunete      | Farkasinszky Edit   |
| Adaku Ononogbo              | Kaze             | Bánfalvi Eszter     |
| Jóhannes Haukur Jóhannesson | Cumber           | Kardos Róbert       |
| Sofia Oxenham               | Eydis            | Sipos Eszter Anna   |
| Zoe Waites                  | Özvegy           | Bertalan Ágnes      |
| Sean Gilder                 | Bors             | Bácskai János       |
| Sophie Harkness             | Celia nővér      | Csuha Bori          |
| Caroline Lee-Johnson        | Nora apátnő      | Horváth Zsuzsa      |
| Nickolaj Dencker Schmidt    | Dof              | Ágoston Péter       |
| Peter Guinness              | Sir Ector        | Beregi Péter        |
| Jasper Jacob                | Sir Borley       | Rosta Sándor        |
| Mark Quartley               | Abbot Wicklow    | Fesztbaum Béla      |
| Ólafur Darri Ólafsson       | Rugen király     | Schneider Zoltán    |
| Selva Rasalingam            | Dizier           | Törköly Levente     |
| Olwen Fouéré                | Yeva             | Vándor Éva          |
| Jojo Macari                 | Mogwan           | Baráth István       |

### Magyar változat
- Magyar szöveg: Petőcz István
- Hangmérnök: Halas Péter
- Gyártásvezető: Vígvári Ágnes
- Szinkronrendező: Szalay Csongor

A szinkront a Direct Dub Studios készítette.

## Epizódok
| Évad | Évad | Epizód | Eredeti sugárzás | Eredeti sugárzás | Eredeti adó | Magyar sugárzás  | Magyar sugárzás  | Magyar adó |
| Évad | Évad | Epizód | Évadpremier      | Évadfinálé       | Eredeti adó | Évadpremier      | Évadfinálé       | Magyar adó |
| ---- | ---- | ------ | ---------------- | ---------------- | ----------- | ---------------- | ---------------- | ---------- |
|      | 1    | 10     | 2020. július 17. | 2020. július 17. |             | 2020. július 17. | 2020. július 17. |            |

### Első évad (2020)
| Sor. | Év. | Cím                                       | Rendező         | Író             | Premier          |
| ---- | --- | ----------------------------------------- | --------------- | --------------- | ---------------- |
| 1.   | 1.  | Nimue (Nimue)                             | Zetna Fuentes   | Tom Wheeler     | 2020. július 17. |
| 2.   | 2.  | Átkozott (Cursed)                         | Zetna Fuentes   | Tom Wheeler     | 2020. július 17. |
| 3.   | 3.  | Egyedül (Alone)                           | Daniel Nettheim | Janet Lin       | 2020. július 17. |
| 4.   | 4.  | A vörös tó (The Red Lake)                 | Daniel Nettheim | Rachel Shukert  | 2020. július 17. |
| 5.   | 5.  | A csatlakozás (The Joining)               | Daniel Nettheim | Leila Gerstein  | 2020. július 17. |
| 6.   | 6.  | Festa és Moreii (Festa and Moreii)        | Jon East        | William Wheeler | 2020. július 17. |
| 7.   | 7.  | Hozzad hát a sört! (Bring Us In Good Ale) | Jon East        | Tom Wheeler     | 2020. július 17. |
| 8.   | 8.  | A Fey királynő (The Fey Queen)            | Jon East        | Robbie Thompson | 2020. július 17. |
| 9.   | 9.  | Mérgek (Poisons)                          | Sarah O'Gorman  | Tom Wheeler     | 2020. július 17. |
| 10.  | 10. | Az áldozat (The Sacrifice)                | Sarah O'Gorman  | Tom Wheeler     | 2020. július 17. |

## Gyártás

### Fejlesztés
2018. március 28-án bejelentették, hogy a Netflix tíz epizódot rendelt be a sorozatból. A sorozat a Frank Miller és Tom Wheeler azonos nevű regényén alapul, amelyet egy héttel korábban jelentettek be, és 2019-ben fog megjelenni. A Cursed egy illusztrált felnőtt regény, úgy lett beállítva, hogy Wheeler írja a történetet, és Miller adja az illusztrációkat. A televíziós adaptáció létrehozása mellett Miller-től és Wheeler-től elvárták a sorozat készítését is. 2018. szeptember 12-én bejelentették, hogy Zetna Fuentes fogja rendezni a sorozat első két epizódját.

### Szereposztás
2018 szeptemberében Katherine Langfordot lett a sorozat főszereplője. 2019 márciusában bejelentették, hogy Devon Terrell, Gustaf Skarsgård, Peter Mullan, Lily Newmark, Shalom Brune-Franklin, Daniel Sharman, Sebastian Armesto, Emily Coates és Billy Jenkins is csatlakoztak.

### Forgatás
2019 januárjában kezdődött meg a forgatás az angliai Deepcutben.